# Orest Łebedenko
Orest Zinowijowycz Łebedenko, ukr. Орест Зіновійович Лебеденко (ur. 23 września 1998 we Lwowie) – ukraiński piłkarz, grający na pozycji obrońcy.

## Kariera piłkarska

### Kariera klubowa
Wychowanek Akademii Piłkarskiej Karpaty Lwów, barwy którego bronił w juniorskich mistrzostwach Ukrainy (DJuFL). 23 sierpnia 2015 roku rozpoczął karierę piłkarską w drużynie U-19 Karpat, a 29 lipca 2017 debiutował w podstawowym składzie lwowskiego klubu. 21 stycznia 2019 podpisał kontrakt z CD Lugo. 1 lutego 2020 został wypożyczony na półtora roku do Olimpiku Donieck. 21 stycznia 2023 przeniósł się do Deportivo La Coruña.

### Kariera reprezentacyjna
W 2018 debiutował w młodzieżowej reprezentacji Ukrainy.